# Patrick Chan
Patrick Chan (Ottawa, 31 dicembre 1990) è un ex pattinatore artistico su ghiaccio canadese.

## Biografia
Nell'aprile del 2011 ha segnato un record mondiale nel punteggio del programma corto, con 93.02 punti, e nel programma libero, ottenendo un punteggio totale di 280.98.
Ha vinto la medaglia d'argento alle Olimpiadi di Sochi del 2014 sia nella gara maschile che nella competizione a squadre. È stato tre volte campione mondiale, dal 2011 al 2013, due volte campione alla finale del Grand Prix ISU, nel 2010 e nel 2011, tre volte campione dei Campionati dei Quattro Continenti, nel 2009, nel 2012 e nel 2016, e dieci volte campione nazionale canadese, dal 2008 al 2014 e dal 2016 al 2018.
Ha rappresentato il Canada ai Giochi olimpici di Pyeongchang 2018, vincendo la medaglia d'oro nella Gara a squadre, con Kaetlyn Osmond, Gabrielle Daleman, Meagan Duhamel, Eric Radford, Tessa Virtue e Scott Moir.

## Risultati in competizione
GP: Grand Prix; CS: Challenger Series; JGP: Junior Grand Prix
| Internazionali | Internazionali | Internazionali | Internazionali | Internazionali | Internazionali | Internazionali | Internazionali | Internazionali | Internazionali | Internazionali | Internazionali | Internazionali | Internazionali | Internazionali | Internazionali |
| Evento | 2003–04        | 2004–05        | 2005–06        | 2006–07        | 2007–08        | 2008–09        | 2009–10        | 2010–11        | 2011–12        | 2012–13        | 2013–14        | 2014–15        | 2015–16        | 2016–17        | 2017–18        |
| --- | -------------- | -------------- | -------------- | -------------- | -------------- | -------------- | -------------- | -------------- | -------------- | -------------- | -------------- | -------------- | -------------- | -------------- | -------------- |
| Giochi olimpici invernali |                |                |                |                |                |                | 5º             |                |                |                | 2º             |                |                |                | 9º             |
| Campionati mondiali |                |                |                |                | 9º             | 2º             | 2º             | 1º             | 1º             | 1º             |                |                | 5º             | 5º             | R              |
| Campionati dei Quattro Continenti                                                                                            |                |                |                |                |                | 1º             |                |                | 1º             |                |                |                | 1º             | 4º             |                |
| GP Finale |                |                |                |                | 5º             | 5º             |                | 1º             | 1º             | 3º             | 2º             |                | 4º             | 5º             |                |
| GP Trophée Eric Bompard |                |                |                | 5º             | 1º             | 1º             |                |                | 1º             |                | 1º             |                | 5º             |                |                |
| GP Cup of China |                |                |                |                |                |                |                |                |                |                |                |                |                | 1º             |                |
| GP NHK Trophy |                |                |                | 7º             |                |                |                |                |                |                |                |                |                |                | R              |
| GP Rostelecom Cup |                |                |                |                |                |                | R              | 2º             |                | 1º             |                |                |                |                |                |
| GP Skate America |                |                |                |                | 3º             |                |                |                |                |                |                |                |                |                |                |
| GP Skate Canada |                |                |                |                |                | 1º             | 6º             | 1º             | 1º             | 2º             | 1º             |                | 1º             | 1º             | 4º             |
| CS Finlandia |                |                |                |                |                |                |                |                |                |                |                |                |                | 2º             |                |
| Internazionali Junior |                |                |                |                |                |                |                |                |                |                |                |                |                |                |                |
| Campionati mondiali |                | 7º             | 6º             | 2º             |                |                |                |                |                |                |                |                |                |                |                |
| JGP Finale |                |                | 5º             |                |                |                |                |                |                |                |                |                |                |                |                |
| JGP Canada |                |                | 1º             |                |                |                |                |                |                |                |                |                |                |                |                |
| JGP Slovacchia |                |                | 4º             |                |                |                |                |                |                |                |                |                |                |                |                |
| NACS Waterloo |                | 5º J           |                |                |                |                |                |                |                |                |                |                |                |                |                |
| NACS Thornhill | 3º N           |                |                |                |                |                |                |                |                |                |                |                |                |                |                |
| Nazionali |                |                |                |                |                |                |                |                |                |                |                |                |                |                |                |
| Evento | 2003–04        | 2004–05        | 2005–06        | 2006–07        | 2007–08        | 2008–09        | 2009–10        | 2010–11        | 2011–12        | 2012–13        | 2013–14        | 2014–15        | 2015–16        | 2016–17        | 2017–18        |
| Campionati canadesi | 1º N           | 1º J           | 7º             | 5º             | 1º             | 1º             | 1º             | 1º             | 1º             | 1º             | 1º             |                | 1º             | 1º             |                |
| Eastern Challenge | 2º N           | 4º J           |                |                |                |                |                |                |                |                |                |                |                |                |                |
| Eventi a squadra |                |                |                |                |                |                |                |                |                |                |                |                |                |                |                |
| Giochi olimpici invernali |                |                |                |                |                |                |                |                |                |                | 2º             |                |                |                | 1º             |
| World Team Trophy |                |                |                |                |                | 2º S 4º P      |                |                | 3º S 2º P      | 2º S 2º P      |                |                |                | 4º S 5º P      |                |
| Japan Open |                |                |                |                |                |                |                |                | 1º S 1º P      | 2º S 6º P      |                | 2º S 1º P      | 2º S 3º P      |                |                |
| R = ritirato; S = Risultato della squadra; P = Risultato personale (medaglie assegnate solo per il risultato della squadra). |                |                |                |                |                |                |                |                |                |                |                |                |                |                |                |